# TV 신히로시마
TV 신히로시마는 1975년 10월 1일 히로시마현의 4번째 민영방송국으로 개국했다.
약칭은 TSS, 콜사인은 JORM-DTV이다.

## 연혁
- 1975년 10월 1일 개국.
  - 프로그램 대부분이 히로시마 TV 방송(HTV)에서 이행되었고 일부 프로그램은 히로시마 홈TV(UHT⇒1986년 4월 1일부터 약칭이 HOME으로 변경)에서 이행되었다.
  - 개국과 동시에 FNN(Fuji News Network)·FNS(후지 네트워크)에 가맹.
- 1991년 7월 1일 음성다중방송 실시
- 1997년 11월 히로시마의 보도 기관 각사에서는 처음으로 전용 우편 번호(734-8585) 사용을 시작한다.(일본의 우편 번호 7자릿수화는 1998년 2월 2일부터이지만 1997년 11월부터 이 전용 우편 번호를 홍보하고 있었다)
- 2000년 이색적인 캐릭터 「TV 신히어로 티에스에스」를 마스코트로 채용.
- 2005년 10월 1일 개국 30주년.이미지 캐릭터로 히로시마현 출신의 가수·사이조 히데키를 1월부터 기용해, 「정열 전파!TSS」를 이용한 캠페인을 1년에 걸쳐서 전개했다.
- 2006년 4월 3일 지상파 디지털 텔레비전 방송의 시험 전파 발사 개시(히로시마 5국 동시)
- 2006년 6월 23일 지상파 디지털 텔레비전 방송 시험 방송 개시(히로시마 5국 동시)
- 2006년 10월 1일 4：30 지상 디지털 텔레비전 방송 개시.
- 2011년 7월 25일 지상파 아날로그 방송 종료.

## 특징
- 히로시마현에서 개국한 마지막 민영방송국이자 쇼와 시대에 개국된 마지막 FNN계열 방송국으로 개국한 이후 방송국 로고를 바꾼적이 없다.
- 개국 당시 네트워크 중심 방송국인 후지TV의 시청률이 침체되어 있었기 때문에 후지TV를 중심 방송국으로 선택한 것에 대해 비판적인 여론도 있었지만 80년대 들어 후지TV의 시청률이 높아지면서 그러한 여론은 사그러 들었다고 한다.
- 음성다중방송을 히로시마현에서 가장 늦게 실시했는데 개국한 지 몇 년 후에 음성다중방송을 실시할 수 있었지만 기기 갱신 문제로 늦어진 것이라고 추측된다.
- TV 신히어로라는 마스코트를 사용한 전대물 느낌이 나는 방송개시영상을 사용한적이 있다.(2000년10월~2006년 9월까지 사용)

## 히로시마현에 있는 다른 텔레비전·라디오 방송국
- NHK 히로시마 방송국
- 주고쿠 방송(RCC)(TV는 도쿄 방송 계열국, 라디오는 JRN&NRN계열국)
- 히로시마 TV 방송(HTV)(니혼 TV 계열)
- 히로시마 홈TV(HOME)(TV 아사히 계열)
- 히로시마 FM방송(JFN 계열)